# Big Show (programma televisivo)
Big Show è stato un programma televisivo italiano di genere varietà, andato in onda in prima serata sulle reti Mediaset e basato sul format inglese Michael McIntyre's Big Show. Le prime due edizioni sono andate in onda su Italia 1 dal 27 settembre 2017 al 18 ottobre 2018 con la conduzione di Andrea Pucci e con la partecipazione di Katia Follesa. Dall'8 aprile all'8 maggio 2022 in occasione della terza edizione il programma è stato spostato su Canale 5 con la conduzione di Enrico Papi.

## Il programma
Lo spettacolo era articolato in una serie di monologhi, interviste ironiche, sketch, momenti di gioco e collegamenti in esterna. Vengono coinvolte anche le persone del pubblico, in maniera particolare quelle che rappresentano una mania, un'ossessione o uno degli stereotipi associati agli italiani.
Nelle prime due edizioni, con la rubrica Send to All, l'ospite di turno consegnava il proprio cellulare al conduttore che rendeva pubblico il contenuto dei messaggi ricevuti. Dopodiché, il presentatore inviava ai contatti nelle rubrica dell'ospite un messaggio imbarazzante, leggendo poi le risposte ricevute nel corso della serata.
Il programma prevedeva anche momenti di musica dal vivo eseguita da una Band.

## Edizioni
| Edizione | Rete televisiva | Titolo del programma      | Conduzione   | Periodo           | Periodo         | Puntate | Presenze fisse | Presenze fisse   | Presenze fisse   |
| Edizione | Rete televisiva | Titolo del programma      | Conduzione   | Inizio            | Fine            | Puntate | Presenze fisse | Presenze fisse   | Presenze fisse   |
| -------- | --------------- | ------------------------- | ------------ | ----------------- | --------------- | ------- | -------------- | ---------------- | ---------------- |
| 1ª       | Italia 1        | Big Show con Andrea Pucci | Andrea Pucci | 27 settembre 2017 | 18 ottobre 2017 | 4       | Katia Follesa  | Katia Follesa    | Katia Follesa    |
| 2ª       | Italia 1        | Big Show con Andrea Pucci | Andrea Pucci | 27 settembre 2018 | 18 ottobre 2018 | 4       | Katia Follesa  | Katia Follesa    | Katia Follesa    |
| 3ª       | Canale 5        | Big Show - Enrico Papi    | Enrico Papi  | 8 aprile 2022     | 8 maggio 2022   | 5       | Zeudi Di Palma | Gianluca Fubelli | Cristina D'Avena |

## Puntate e ascolti

### Prima edizione (2017)
| Puntata | Messa in onda     | Ascolti        | Ascolti | Ospiti                                                                                  |
| Puntata | Messa in onda     | Telespettatori | Share   | Ospiti                                                                                  |
| ------- | ----------------- | -------------- | ------- | --------------------------------------------------------------------------------------- |
| 1       | 27 settembre 2017 | 1 606 000      | 7,30%   | Simona Ventura, Raul Cremona, Nina Zilli                                                |
| 2       | 4 ottobre 2017    | 1 873 000      | 8,70%   | Gerry Scotti, Evaristo Beccalossi, Francesco Tesei, I Legnanesi, Alessia Ventura        |
| 3       | 11 ottobre 2017   | 1 617 000      | 7,50%   | Nicola Savino, Giuseppe Giacobazzi, Federica Nargi, Francesco Tesei                     |
| 4       | 18 ottobre 2017   | 1 570 000      | 7,00%   | Francesco Gabbani, Federica Pellegrini, Lola Ponce, Gianluca Fubelli, Maurizio Battista |
| Media   | Media             | 1 667 000      | 7,60%   |                                                                                         |

### Seconda edizione (2018)
| Puntata       | Messa in onda     | Ascolti        | Ascolti | Ospiti |
| Puntata       | Messa in onda     | Telespettatori | Share   | Ospiti |
| ------------- | ----------------- | -------------- | ------- | --- |
| 1             | 27 settembre 2018 | 1 250 000      | 6,50%   | Christian Vieri, Costanza Caracciolo, Tata Lucia, Irama, Angelo Pisani |
| 2             | 4 ottobre 2018    | 1 115 000      | 5,80%   | Alessia Marcuzzi, Rocco Siffredi, Michele Bravi, Franco Terlizzi |
| 3             | 11 ottobre 2018   | 1 209 000      | 6,10%   | Lorella Cuccarini, Mago Forest, Pierluigi Pardo, Ciuffi Rossi |
| 4             | 18 ottobre 2018   | 1 254 000      | 6,10%   | Stefano De Martino, Paola Di Benedetto, Le Vibrazioni, Fabio De Luigi, Andrea Pisani, Micaela Ramazzotti                                                                                                |
| Media         | Media             | 1 207 000      | 6,12%   | |
| Very Big Show | 30 dicembre 2018  | 1 344 000      | 7,20%   | Christian Vieri, Costanza Caracciolo, Stefano De Martino, Irama, Franco Terlizzi, Alessia Marcuzzi, Lorella Cuccarini, Pierluigi Pardo, Paola Di Benedetto, Mago Forest, Le Vibrazioni, Rocco Siffredi. |

### Terza edizione (2022)
| Puntata | Messa in onda  | Ascolti        | Ascolti | Ospiti                                                                                      |
| Puntata | Messa in onda  | Telespettatori | Share   | Ospiti                                                                                      |
| ------- | -------------- | -------------- | ------- | ------------------------------------------------------------------------------------------- |
| 1       | 8 aprile 2022  | 2 216 000      | 13,68%  | Alex Britti, Gigi D'Alessio, Stefano Ambrogi                                                |
| 2       | 15 aprile 2022 | 1 783 000      | 12,12%  | Sabrina Salerno, Roberto Giacobbo, Giulia Salemi, Stefano Ambrogi, Johnson Righeira, Gazebo |
| 3       | 21 aprile 2022 | 1 728 000      | 10,44%  | Ron, Ivana Spagna, Gilles Rocca                                                             |
| 4       | 28 aprile 2022 | 1 502 000      | 9,53%   | Donatella Rettore, Ivan Cattaneo                                                            |
| 5       | 8 maggio 2022  | 1 376 000      | 8,25%   | –                                                                                           |
| Media   | Media          | 1 721 000      | 10,80%  |                                                                                             |

## Audience
| Edizione | Rete televisiva | Anno | Stagione  | Programmazione | Programmazione | Programmazione | Programmazione | Programmazione | Programmazione | Programmazione | Telespettatori | Share | Premiere       | Premiere | Finale         | Finale |
| Edizione | Rete televisiva | Anno | Stagione  | L              | M              | M              | G              | V              | S              | D              | Telespettatori | Share | Telespettatori | Share    | Telespettatori | Share  |
| -------- | --------------- | ---- | --------- | -------------- | -------------- | -------------- | -------------- | -------------- | -------------- | -------------- | -------------- | ----- | -------------- | -------- | -------------- | ------ |
| 1ª       | Italia 1        | 2017 | autunno   |                |                |                |                |                |                |                | 1 667 000      | 7,60% | 1 606 000      | 7,30%    | 1 570 000      | 7,00%  |
| 2ª       | Italia 1        | 2018 | autunno   |                |                | 1 207 000      | 6,12%          | 1 250 000      | 6,50%          | 1 254 000      | 6,10%          |       |                |          |                |        |
| 3ª       | Canale 5        | 2022 | primavera |                |                | 1 721 000      | 10,80%         | 2 216 000      | 13,68%         | 1 376 000      | 8,25%          |       |                |          |                |        |